# McDonald (Ohio)
McDonald – wieś w Stanach Zjednoczonych, w hrabstwie Trumbul, w stanie Ohio. Według danych z 2000 roku wieś miała 3481 mieszkańców.